# Alunogen
Alunogen, veraltet auch als Haarsalz, Keramohalit und Wasserhaltiges Tonerdesulfat bekannt, ist ein eher selten vorkommendes Mineral aus der Mineralklasse der Sulfate mit der chemischen Zusammensetzung Al2[SO4]3·(12+5)H2O (vereinfacht auch Al2[SO4]3·17H2O). Alunogen ist damit ein kristallwasserhaltiges Aluminiumsulfat („Hydrat“).
Alunogen kristallisiert im triklinen Kristallsystem, entwickelt jedoch nur selten mit bloßem Auge sichtbare Kristalle mit tafeligem Habitus oder Zwillinge mit pseudohexagonaler Symmetrie von einigen Millimetern Größe. Meist findet er sich in Form traubiger, nieriger, stalaktitischer oder faseriger bis körniger Mineral-Aggregate und krustiger Überzüge.
In reiner Form ist Alunogen farblos und durchsichtig. Durch vielfache Lichtbrechung aufgrund von Gitterfehlern oder polykristalliner Ausbildung kann er aber auch durchscheinend weiß sein und durch Fremdbeimengungen oder Einschlüsse eine graue, blassgelbe oder rötliche Farbe annehmen. Glatte und unverletzte Kristalloberflächen weisen einen glasähnlichen Glanz auf, mikrokristalline Aggregatformen schimmern dagegen eher seidenähnlich.

## Etymologie und Geschichte
Benannt wurde das Mineral nach lateinisch alum ‚Alaun‘ und altgriechisch γένος génos, deutsch ‚Herkunft, Abstammung‘, als Anspielung auf seinen Gebrauch als Alaunquelle. Erstmals wissenschaftlich beschrieben wurde Alunogen 1832 durch François Sulpice Beudant.
Das Synonym Keramohalit (englisch Ceramohalite) – benannt nach altgriechisch Κέραμος Keramos, deutsch ‚Töpferton, Tongefäß‘ und ἅλς hals, deutsch ‚Salz‘ – erhielt Alunogen 1839 durch Ernst Friedrich Glocker.
Für Alunogen sind weder Typlokalität noch Typmaterial bekannt beziehungsweise definiert.
Da Alunogen bereits lange vor der Gründung der International Mineralogical Association (IMA) bekannt und als eigenständige Mineralart anerkannt war, wurde dies von ihrer Commission on New Minerals, Nomenclature and Classification (CNMNC) übernommen und bezeichnet den Alunogen als sogenanntes „grandfathered“ (G) Mineral. Die seit 2021 ebenfalls von der IMA/CNMNC anerkannte Kurzbezeichnung (auch Mineral-Symbol) von Alunogen lautet „Alg“.

## Klassifikation
In der veralteten 8. Auflage der Mineralsystematik nach Strunz gehörte der Alunogen zur Mineralklasse der „Sulfate, Chromate, Molybdate und Wolframate“ und dort zur Abteilung „Wasserhaltige Sulfate ohne fremde Anionen“, wo er gemeinsam mit Coquimbit, Kornelit, Lausenit, Paracoquimbit, Quenstedtit und Rhomboklas in der „Rhomboklas-Coquimbit-Gruppe“ mit der Systemnummer VI/C.04 steht.
Im zuletzt 2018 überarbeiteten „Lapis-Mineralienverzeichnis“, das sich im Aufbau noch nach der alten Form der Systematik von Karl Hugo Strunz richtet, erhielt das Mineral die System- und Mineralnummer VI/C.08-070. In der Lapis-Systematik entspricht dies ebenfalls der Abteilung „Wasserhaltige Sulfate, ohne fremde Anionen“, wo Alunogen zusammen mit Aluminocoquimbit, Coquimbit, Kornelit, Lausenit, Meta-Alunogen, Paracoquimbit, Quenstedtit und Rhomboklas eine unbenannte Gruppe mit der Systemnummer VI/C.08 bildet.
Auch die von der International Mineralogical Association (IMA) zuletzt 2009 aktualisierte 9. Auflage der Strunz’schen Mineralsystematik ordnet den Alunogen in die Abteilung „Sulfate (Selenate usw.) ohne zusätzliche Anionen, mit H2O“ ein. Diese ist allerdings weiter unterteilt nach der relativen Größe der beteiligten Kationen, so dass das Mineral entsprechend seiner Zusammensetzung in der Unterabteilung „Mit ausschließlich mittelgroßen Kationen“ zu finden ist, wo es zusammen mit Meta-Alunogen die „Alunogengruppe“ mit der Systemnummer 7.CB.45 bildet.
In der vorwiegend im englischen Sprachraum gebräuchlichen Systematik der Minerale nach Dana hat Alunogen die System- und Mineralnummer 29.08.06.01. Das entspricht ebenfalls der Klasse der „Sulfate, Chromate und Molybdate“ und dort der Abteilung „Wasserhaltige Säuren und Sulfate“. Hier findet er sich als einziges Mitglied in einer unbenannten Gruppe mit der Systemnummer 29.08.06 innerhalb der Unterabteilung „Wasserhaltige Säuren und Sulfate mit (A)2 (XO4)3 × x(H2O)“.

## Chemismus
In der idealen (stoffreinen) Zusammensetzung von Alunogen (Al2[SO4]3·17H2O) besteht das Mineral im Verhältnis aus je zwei Teilen Aluminium (Al), drei Teilen Schwefel (S), 29 Teilen Sauerstoff (O) und 34 Teilen Wasserstoff (H). Dies entspricht einem Massenanteil (Gewichtsprozent) von 8,32 Gew.-% Al, 14,84 Gew.-% S, 71,56 Gew.-% O und 5,29 Gew.-% H oder in der Oxidform 15,73 Gew.-% Aluminiumoxid (Al2O3), 37,04 Gew.-% Schwefeltrioxid (SO3) und 47,23 Gew.-% Wasser (H2O).
Bei natürlich gebildetem Alunogen weichen diese Werte in der Regel ab. Außerdem können geringe Anteile der einen oder anderen Komponente durch Fremdatome ersetzt (substituiert) sein. In dem zum Guadalupe County gehörenden Pintado Canyon im US-Bundesstaat New Mexico konnten allerdings Alunogenproben gefunden werden, die mit Anteilen von 16,59 Gew.-% Al2O3, 37,74 Gew.-% SO3 und 44,64 Gew.-% H2O der idealen Zusammensetzung recht nahe kamen.

## Kristallstruktur
Alunogen kristallisiert in der triklinen Raumgruppe P1 (Raumgruppen-Nr. 2) mit den Gitterparametern a = 7,42 Å; b = 26,97 Å; c = 6,06 Å; α = 89,9°; β = 97,6° und γ = 91,9° sowie zwei Formeleinheiten pro Elementarzelle.

## Eigenschaften
Alunogen ist leicht wasserlöslich, kann durch Wasserverlust aber auch in Meta-Alunogen (Al2(SO4)3·14H2O) übergehen.
Mit einer Mohshärte von 1,5 bis 2 gehört Alunogen zu den weichen Mineralen, die sich bereits mit dem Fingernagel ritzen lassen.

## Bildung und Fundorte

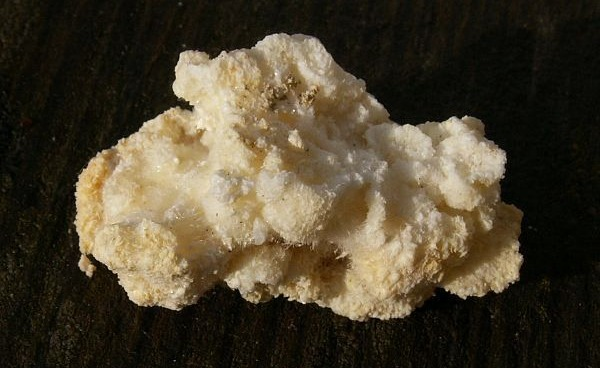
Cremeweißes Alunogen-Aggregat aus Dubník, Slowakei

Alunogen bildet sich einerseits als Verwitterungsprodukt in pyrit- und Aluminiumoxidhaltigen Gesteinen, kann aber andererseits auch durch Resublimation aus vulkanischen Gasen an Fumarolen oder in brennenden Halden entstehen. Entsprechend findet sich Alunogen meist in Paragenese mit Pyrit und Markasit, aber auch mit Alaun, Epsomit, Gips, Halotrichit, Melanterit und Pickeringit. Aufgrund seiner guten Wasserlöslichkeit kommt es bisweilen vor, dass er in flüssiger Form aus Kohle-Klüften quillt.
Als eher seltene Mineralbildung kann Alunogen an verschiedenen Orten zum Teil zwar reichlich vorhanden sein, insgesamt ist er jedoch wenig verbreitet. Weltweit sind bisher rund 300 Vorkommen für Alunogen dokumentiert (Stand 2024).
Bekannt aufgrund außergewöhnlicher Alunogenfunde sind unter anderem die aufgelassene Uranmine „Dexter No. 7“ am Calf Mesa im Emery County von Utah, wo große Alunogenkristalle entdeckt wurden sowie der Mount Alum im Grant County (New Mexico) von New Mexico mit bis zu einem Meter dicken Alunogenkrusten. Des Weiteren findet sich Alunogen in Form von Aggregaten in den Opalgruben von Dubník in der Slowakei.
In Deutschland trat das Mineral bisher am Silberberg bei Bodenmais in Bayern, im Schacht Konrad im Stadtgebiet Salzgitter in Niedersachsen, in mehreren Kohle-Bergwerken wie beispielsweise der Grube Anna bei Alsdorf und der Zeche Christian Levin in Essen-Dellwig in Nordrhein-Westfalen, im Steinbruch Caspar am Ettringer Bellerberg in der rheinland-pfälzischen Vulkaneifel, in mehreren Steinbrüchen im Gebiet um Bautzen, Dresden, Görlitz und Döhlen in Sachsen sowie im Landkreis Greiz in Thüringen auf.
In Österreich konnte Alunogen in verschiedenen Gruben und Steinbrüchen in Kärnten, Niederösterreich, Salzburg und der Steiermark entdeckt werden.
Der bisher einzige bekannte Fundort in der Schweiz ist Forêt du Lâche bei Saint-Luc VS im Kanton Wallis.
Weitere Fundorte liegen unter anderem in der Antarktis, Australien, Chile, China, Frankreich, Griechenland, Italien, Japan, Kanada, Neuseeland, Norwegen, Polen, Portugal, Rumänien, Russland, Spanien, Tschechien, Ungarn, im Vereinigten Königreich (England, Schottland) und weitere Staaten in den USA.